# 犬塚鎮家
犬塚 鎮家（いぬづか しげいえ）は、戦国時代から安土桃山時代にかけての武将。少弐氏、龍造寺氏の家臣。肥前国神埼郡小松城主。「藤津両弾二島」の一人。
龍造寺氏配下の武勇優れた4人（大村弾正・犬塚弾正・百武志摩守・上瀧志摩守）を両弾二島と呼び賞賛した。

## 略歴
犬塚氏は筑後国宇都宮氏族蒲池氏庶流。
享禄3年（1530年）、田手畷の戦いでは父・家清と共に少弐資元に属して大内義隆と戦う。永禄12年(1569年)の東西犬塚氏の抗争では西犬塚を支持する。天正4年（1576年）、龍造寺隆信の肥前藤津郡横澤城攻めで先陣を切る。天正9年（1581年）、龍造寺政家の肥後国侵攻に従軍した。五ヶ国御領地之節配分帳には犬塚盛家570町とある。